# پارک ملی بیا
پارک ملی بیا یک پارک ملی در منطقه غرب غنا و با مساحت ۵۶۳ کیلومتر مربع یکی از منابع دست نخورده و بکر آفریقاست که حیوانات و گونه‌های زیادی را در خود جای داده‌است.
برخی از بلندترین درخت‌های باقیمانده در غرب آفریقا در این پارک ملی وجود دارد.

## تاریخچه
این پارک در سال ۱۹۳۵ احداث شده‌است و این پارک هم به دلیل وجود داشتن رودی در این منطقه به نام رود نیا، پارک نیا نامیده شد. در سال ۱۹۷۴ این پارک را به عنوان یک پارک ملی معرفی کردند.
کشاورزی زیاد در این منطقه صدمات فراوانی به پارک زد اما از سال ۱۹۷۵ هیچ انسانی در این منطقه اجازه کشاورزی و زندگی و فعالیت نداشت.
در سال ۱۹۸۵ این پارک در سازمان ملل به ثبت جهانی رسید.

## زندگی حیوانات
در این پارک بیش از ۱۶۰ گونه پرنده و ۶۲ گونه از پستانداران زندگی می‌کنند.
.